# Seznam nosilcev spominskega znaka Trzin
Seznam nosilcev spominskega znaka Trzin.

## Seznam
(datum podelitve - ime)
- 22. julij 1998 - Bojan Kovič - Primož Krajšek